# Stazione di Indicatore
La stazione di Indicatore era una stazione ferroviaria in uso solo per il traffico merci posta sulla ferrovia Firenze-Roma linea lenta. Era al servizio della frazione omonima del comune di Arezzo.

## Storia
La stazione venne aperta all'esercizio nel 1887, dopo l'apertura al servizio del tronco Montevarchi-Terontola attivato il 16 marzo 1866.
L'impianto al 2002 risultava impresenziato insieme ad altri 10 impianti sulla linea.
Al 2014 la stazione è ancora impresenziata e telecomandata dal Dirigente Centrale Operativo presente nella stazione di Firenze Campo Marte.
Il 28 febbraio 2017 venne trasformata in posto di movimento.

## Strutture e impianti
La stazione dispone di un fabbricato viaggiatori e di due banchine serventi i binari 1 e 3 passanti della linea. In passato esistevano altri due binari, rispettivamente il 2 e il 4, poi smantellati.
È presente anche uno scalo merci composto da un piano caricatore, da un ampio piazzale retrostante e da un tronchino di raccordo. Esso è ancora attivo, infatti sulla banchina di carico e scarico sono spesso presenti molti container, ed è utilizzato dalla società Italtransport. Nella stazione è ancora presente il locale per la lampisteria, dove si conservavano le lampade e le materie infiammabili.
Nei pressi dell'impianto era presente anche un passaggio a livello al km 234+408, che venne poi soppresso dal 21 dicembre 2012 con il cambio d'orario invernale.

## Movimento
Il movimento passeggeri è al 2014 assente mentre il trasporto merci è attivo ed è operato dalla società Italtransport.

## Servizi
La stazione disponeva di:
- Servizi igienici